# Siegfried Schönherr (Chemiker)
Siegfried Rolf Schönherr (* 9. September 1928 in Chemnitz; † 7. Juli 2020) war ein deutscher Chemiker und Hochschullehrer.

## Leben
Siegfried Schönherr legte 1947 in Chemnitz das Abitur ab, danach studierte er Chemie an der Technischen Hochschule Dresden. Nach dem Erwerb des Diploms im Jahr 1955 ging er an die Bergakademie Freiberg. Er arbeitete als wissenschaftlicher Assistent und ab 1959 als wissenschaftlicher Oberassistent am Institut für Anorganische Chemie. 1963 wurde er zum Dr. rer. nat. promoviert.
Von 1965 bis 1966 absolvierte Siegfried Schönherr ein Zusatzstudium an der Lomonossow-Universität Moskau. Er arbeitete von 1968 bis 1971 als wissenschaftlicher Oberassistent und ab 1969 als Lektor am Lehrstuhl für Anorganische Chemie der an der Bergakademie Freiberg neu gegründeten Sektion Chemie. Im Jahr 1969 habilitierte er sich zum Dr. rer. nat. habil. Im Folgejahr erwarb er an der Bergakademie die Lehrbefähigung für das Fachgebiet Anorganische Chemie und Strahlenchemie. Von 1971 bis 1983 wirkte er als Hochschuldozent. 1983 wurde er zum außerordentlichen Professor berufen, 1993 wurde er emeritiert.

## Veröffentlichungen (Auswahl)
- Über die strahlungschemische Oxydation der schwefligen Säure. Dissertation, 1963
- Untersuchung der strahlenchemischen Oxydation von Schwefeldioxid in schwefelsaurer Lösung. Habilitationsschrift, 1969
- Anorganische Chemie. Akademie-Verlag Berlin, 1975. ISBN 3-05-500300-4